# ویکی‌ریسینگ
بازی ویکی‌ریسینگ رقابتی است که در آن بازیکنان تلاش می‌کنند تنها با استفاده از لینک‌های داخلی از یک صفحه ویکی‌پدیا به صفحه‌ای دیگر هدایت شوند. این بازی دارای انواع مختلف و نام‌های متفاوتی است که از جمله آن‌ها می‌توان به بازی ویکی‌پدیا (The Wikipedia Game)، هزارتوی ویکی‌پدیا (Wikipedia Maze)، ویکی‌اسپیدیا (Wikispeedia)، جنگ‌های ویکی‌پدیا (Wikiwars)، توپ ویکی‌پدیا (Wikipedia Ball)، مسابقه ویکی‌پدیا (Wikipedia Racing) و دو سرعت ویکی‌پدیا (Wikipedia Speedrunning) اشاره کرد.
همچنین، وب‌سایت‌هایی خارجی برای تسهیل این بازی ایجاد شده‌اند.
سیاتل تایمز این بازی را به عنوان یک سرگرمی آموزشی خوب برای کودکان توصیه کرده است. روزنامه لرشمونت نیز بیان کرده: «در حالی که هیچ نوجوانی را نمی‌شناسم که برای مطالعه، با دایرةالمعارف مشغول شود، اما می‌شنوم بسیاری در جریان بازی ویکی‌پدیا گیم به مطالعه آن مشغول می‌شوند».
رویداد «مسابقه شگفت‌انگیز ویکی» نیز به عنوان بخشی از المپیک تکنولوژی برگزار شده است.
میانگین تعداد لینک‌هایی که هر صفحه از ویکی‌پدیای انگلیسی را به صفحه بریتانیا مرتبط می‌کند، ۳٫۶۷ لینک است. به همین دلیل، گاهی وقت‌ها استفاده از این صفحه در بازی ممنوع شده است. دیگر قوانین رایج، مانند ممنوعیت استفاده از صفحه ایالات متحده، دشواری بازی را افزایش می‌دهند.
قوانین ویکی‌ریسینگ می‌توانند به عنوان روشی برای مطالعه جنبه‌های مختلف ویکی‌پدیا استفاده شوند.